# Saint-Germain-d’Anxure
Saint-Germain-d’Anxure település Franciaországban, Mayenne megyében. Lakosainak száma 365 fő (2022. január 1.). Saint-Germain-d’Anxure Alexain, Andouillé, La Bigottière, Contest, Martigné-sur-Mayenne, Placé és Sacé községekkel határos.

## Népesség
A település népessége az elmúlt években az alábbi módon változott:
| Lakosok száma | 304  | 284  | 272  | 271  | 366  | 386  | 388  | 365  | 365  | 365  |
|               | 1968 | 1982 | 1990 | 2006 | 2013 | 2015 | 2017 | 2019 | 2020 | 2022 |